# Dreifaltigkeitskapelle (Myweiler)

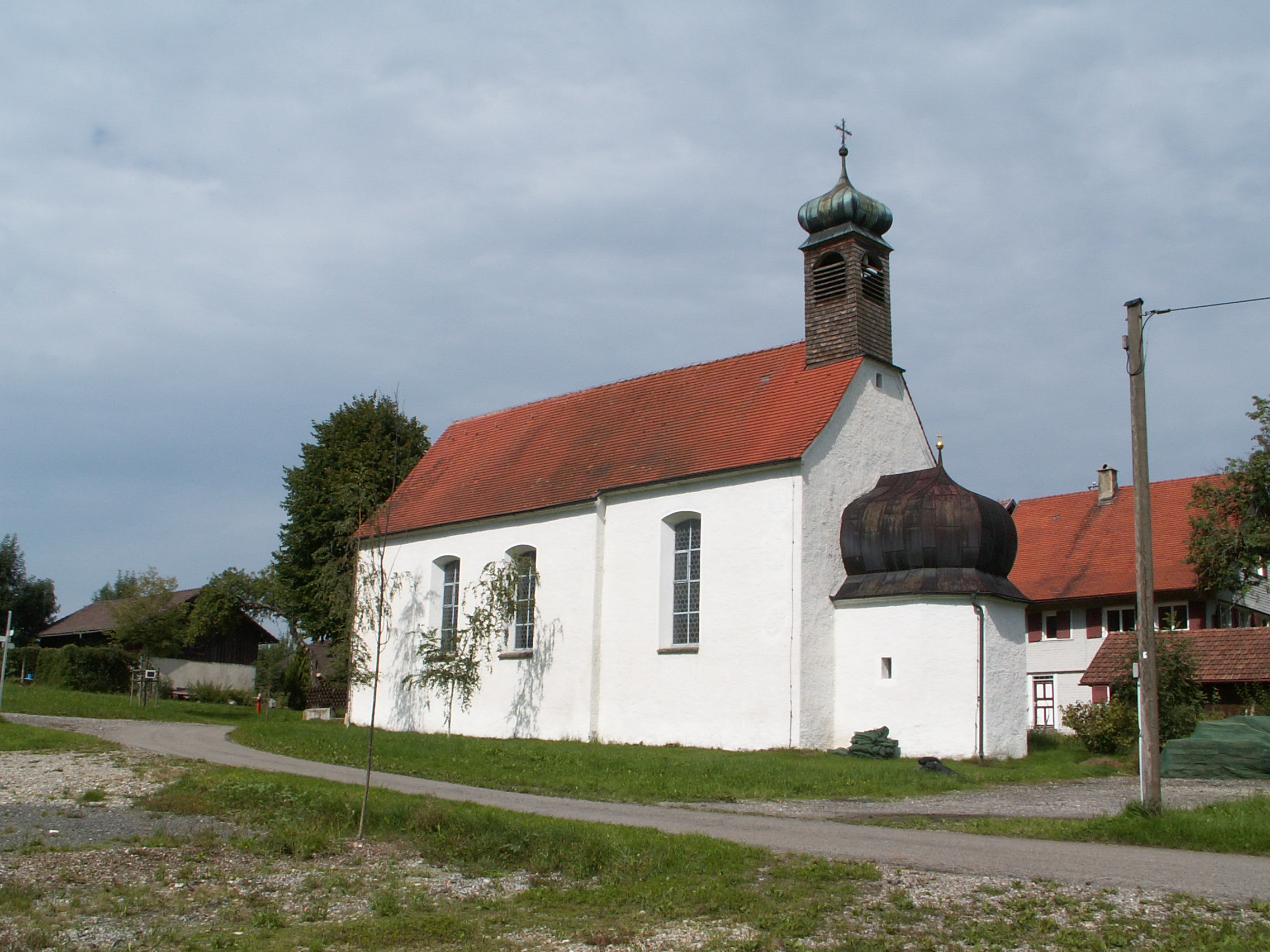
Dreifaltigkeitskapelle in Myweiler

Die römisch-katholische Dreifaltigkeitskapelle steht in Myweiler, einem Gemeindeteil von Opfenbach im schwäbischen Landkreis Lindau (Bodensee) in Bayern. Das denkmalgeschützte Bauwerk ist in der Liste der Baudenkmäler in Opfenbach unter der Nr. D-7-76-122-15 eingetragen. Die Kapelle gehört zum Dekanat Lindau des Bistums Augsburg.

## Beschreibung
Die Saalkirche wurde 1734/35 erbaut. Sie besteht aus einem Langhaus, einem eingezogenen quadratischen Chor im Nordosten, an dessen Stirnseite eine eingezogene, dreiseitig geschlossene Sakristei angebaut ist. Über dem Dach des Chors erhebt sich ein quadratischer, mit Schindeln verkleideter Dachreiter, der den Glockenstuhl beherbergt, und der mit einer Zwiebelhaube bedeckt ist. Der Innenraum des Langhauses ist mit einer Flachdecke überspannt, der des Chors mit einem Tonnengewölbe. Die Deckenmalerei, im Langhaus ist die Verklärung des Herrn dargestellt, stammt aus der Erbauungszeit. Für den Stifter der Kapelle wurde eine Gedenktafel angebracht.